# Seznam francoskih pravnikov
Seznam francoskih pravnikov.

## A
- Michel Alliot (1924-2014)
- Jacques Amyot

## B
- Robert Badinter (1928-2024)
- Jean Bodin
- Christian de Boissieu
- Gustave Emile Boissonade
- Louis Bernard Bonjean
- Guy Braibant
- Georges Burdeau

## C
- Jean Carbonnier
- Raymond Carré de Malberg
- René Cassin
- Georges Antoine Chabot
- René Chapus
- Jacques Chevallier
- Jean-Jacques Chevallier
- Georges Cornil (sociolog prava)
- Georges Coulon

## D
- Jean Dabin
- Pierre Delvolvé
- Henri Donnedieu de Vabres
- Léon Duguit
- Olivier Duhamel
- Roland Dumas
- Charles Dumoulin
- Eugéne Dupréel (sociolog prava)
- Maurice Duverger (1917-2014), sociolog, politolog, politik

## F
- Laurent Fabius
- Guy Du Faur, Seigneur de Pibrac
- Pierre de Fermat
- Geoffroi Jacques Flach
- Étienne Flandin
- Jean Foyer

## G
- Yves Gaudemet
- Bruno Genevois
- René Guyon

## H
- Maurice Hauriou
- Ambroise-Louis-Marie d'Hozier
- Paul Huvelin

## J
- Gaston Jèze

## L
- Louis-René de Caradeuc de La Chalotais
- Édouard René Lefèvre de Laboulaye
- Pierre Lalumière
- Henri Lévy-Bruhl
- Marceau Long

## M
- Jean-Claude Martinez
- René Nicolas Charles Augustin de Maupeou
- Charles de Montesquieu

## N
- Guillaume de Nogaret

## O
- Joseph Louis Elzear Ortolan

## P
- Auguste Pavie
- Alain Pellet
- Pierre Pithou
- Dominique Pouyaud
- Jean Pradel (1933–2021)

## Q
- Maurice Quénet

## R
- Paul Roubier

## S
- Nathalie Sarraute
- Raymond Sarraute
- Jean-Marc Sauvé

## T
- François Denis Tronchet

## V
- Henri Donnedieu de Vabres
- Georges Vedel

## W
- Prosper Weil